# Supermarine Seafire
Supermarine Seafire là một phiên bản hải quân của loại máy bay tiêm kích nổi tiếng Supermarine Spitfire, nó được trang bị cho các tàu sân bay. Tên gọi Seafire là viết tắt của cụm từ Sea Spitfire.

## Quốc gia sử dụng
Canada
- Hải quân Hoàng gia Canada

 Pháp
- Hải quân Pháp

 Ireland
- Quân đoàn Không quân Ireland

 Anh Quốc
- Hải quân Hoàng gia
  - Không quân Hải quân Hoàng gia
  - Lực lượng dự bị tình nguyện Hải quân Hoàng gia

## Tính năng kỹ chiến thuật (LF Mk III)

Seafire F.46

British Aircraft of World War II and The Virtual Aviation Museum

### Đặc điểm riêng
- Tổ lái: 1
- Chiều dài: 30 ft 2½ in (9,21 m)
- Sải cánh: 36 ft 10 in (11,23 m)
- Chiều cao: 11 ft 5 in (3,86 m)
- Diện tích cánh: 242,1 ft² (22,5 m²)
- Trọng lượng rỗng: 6.204 lb (2.814 kg)
- Trọng lượng cất cánh tối đa: 7.640 lb (3.565 kg)
- Động cơ: 1 × Rolls-Royce Merlin 55M, 1.585 hp (1.182 kW)

### Hiệu suất bay
- Vận tốc cực đại: 359 mph (578 km/h) tại độ cao 5.100 ft (1.514 m)
- Vận tốc hành trình: 218 mph (350 km/h)
- Tầm bay: 513 dặm (825 km)
- Trần bay: 32.000 ft (9.753 m)
- Vận tốc lên cao: 1,9 phút lên 5.000 ft (1.525 m)